# 反重力赛车
《反重力赛车》是一个由Psygnosis公司于1995年制作和发行的未来主义电子竞速游戏。本游戏是《反重力赛车》系列游戏的首部作品，游戏中的时间设定于2052年。本游戏最初于1995年在PlayStation和MS-DOS发行，之后于1996年在世嘉土星发行。
在2052年，玩家需要完成F3600反重力联盟的比赛。
IGN表扬了本游戏的声乐，但指出游戏难度过大。